# Грядущее (журнал)
Грядущее — первый пролетарский литературно-художественный журнал, издававшийся в 1918—1921 годах в Петрограде.

## История
Первый номер журнала был выпущен в январе 1918 года «Союзом рабочих писателей» — «Искусство и социализм». Со второго номера «Грядущее» издавался уже Пролеткультом.

## Цели и задачи
Журнал «Грядущее» ставил перед собой цель способствовать выявлению пролетарских творческих сил. Помимо беллетристических произведений в нём помещались статьи по вопросам пролетарской культуры.
В 1919 г. редактировал журнал И. Книжник-Ветров. В журнале сотрудничали: И. Садофьев (Аксень-Ачкасов), Я. Бердников, Бессалько, С. Копейкин (Грошик), С. Ефремов (Горемыка), В. Кириллов, И. Кедр, И. Кузнецов, А. Луначарский, А. Поморский, В. Полянский, Самобытник (А. Маширов), Тверцов, М. Царев (В. Торский), Н. Тихомиров, Иер. Ясинский и другие.
Журнал «Грядущее» сыграл большую роль в деле организации пролетарской литературы и послужил примером для ряда провинциальных пролеткультовских журналов.
Статья основана на материалах Литературной энциклопедии 1929—1939.